# ヴァンパイアナイト
『ヴァンパイアナイト』 (Vampire Night) は、2001年にナムコ（後のバンダイナムコエンターテインメント）が発売したアーケードガンシューティングゲーム。セガとナムコが共同開発した。
家庭用として「ガンコン2対応ソフト第2弾」としてPlayStation 2に移植・発売されている。

## システム
本作はワウ エンターテイメント開発のガンシューティングゲーム『ザ・ハウス・オブ・ザ・デッド』（以下：『HOD』）の流れをくむ作品であり、ヴァンパイアと闘うヴァンパイアハンターを描いた内容である。
プレイヤーは装弾数8発の銃で画面の敵を撃していき、ガンコントローラーを画面外に向ける事でリロードできる。敵の飛び道具を用いた攻撃は撃ち落とす事も出来る。
敵の攻撃を受けるとライフが1つ減り、すべてのライフが無くなるとゲームオーバーとなる。全てのボスはそれぞれ弱点を持っており、ゲーム中にはマーカーで弱点が表示される。弱点を撃ち抜くと、敵を大ダメージを与える事ができる。またライフゲージの下に攻撃を止めるキャンセルゲージが存在している。
ゲーム中「肉の芽」に取りつかれ自我を失った町の人々が登場する。「肉の芽」のみを撃ち抜いて町人を助ける事が出来ると、進行するルートが変化したり、ライフが増加する事がある。「肉の芽」以外を撃ってしまうと、町人は「肉の芽」に完全に取り込まれヴァンパイアと化してしまい、倒さなければならなくなる。ステージ中で助けた町人の数、命中率はステージクリア時のスコアボーナスに影響し、それぞれ一定以上のノルマを達成した場合はライフが増加する。
『HOD』と同様に、時間経過によって敵の動きが素早くなる等、上手なプレイヤーほど難易度が上がっていくシステムになっている（プレイヤーがダメージを受ける事で下がる）。なお、アーケード版もPS2版もスタッフロールが存在しない。

## ストーリー
ヴァンパイア「オーギュスト」と「ヴァンパイアハンター」達の戦いから300年後、フランスのある村をヴァンパイア達が襲った。ヴァンパイアがいると言われている城に二人のヴァンパイアハンターが銃を握り向かう。

## 登場人物

### ヴァンパイアハンター（主人公）
ゲーム中、主人公側が名乗ることはなく台詞の中でも語られない。その正体が作中で明言されることはないが、ギヨームが敗北した際に「私が人間ごときに劣るわけがないではないか」と捨て台詞を吐いたり、オーギュストを倒した際に同時に消滅したりするなど、ヴァンパイアに近い存在であることが示唆されている。
ミシェル（1P側主人公）
身長187cm、体重78kg。男性。年齢、国籍は不明。ただし、アルベールとは双子だと言われ、フランス、もしくは周辺の国の出身だと推測される。左利き。ピアスはゴールド。
アルベール（2P側主人公）
身長189cm、体重74kg。男性。ただし、ミシェルとは双子だと言われ、フランス、もしくは周辺の国の出身だと推測される。右利き。ピアスはシルバー。
カロリーヌ（ノンプレイヤーキャラクター）
年齢12歳、身長156cm、体重41kg。ステージ1終盤で、「肉の芽」に取り付かれた人々に襲われている所をミシェルたちに助けられ、付いていく。
ヴァンパイアたちが巣食う城の中で、無力ながらも彼らの心にある変化をもたらす。
PS2スペシャル版では特定のアイテムを装備するとエンディングの夏服姿になる。彼女を模した人形のアイテムもある。
作品中のミシェルの台詞によれば、このゲームに登場する彼らの銃は邪悪でないものには害を及ぼさない。カロリーヌを捕まえたギヨームもそのまま銃口を向けられ驚いている。

### オーギュスト達（ボス）
バルテルミー
ステージ2のボス。年齢38歳、身長195cm、体重85kg。中年男性と思しき容貌で、屈強な体格をしており、大振りな剣を携帯している。主人公に興味をもち自ら真っ先に迎え撃ちに出向く。
人間だった頃は命の儚さに疑問を持ち、人間として生まれた自分を受け入れられずにいた。あてもなく旅をしていたところを、永遠の命を持つヴァンパイアと出会い、同族となる。
ボス戦では大勢の配下の部隊に下がるよう命令し、単独で主人公に戦いを挑む。剣技の達人であり、剣から真空波を放つことさえも出来、銃を恐れることもなく剣で正面から立ち向かう。
走るスピードも速くテレポートの能力もある。変身すると、装甲の皮膚を持つ巨大な怪物の姿に変わる。武器の剣が腕と一体化し、斬りつけてきたり、柱を破壊し破片を飛ばしてくる。頭部以外は攻撃を受けつけない。
潔い武人だが、主人公たちの信念を理解することは最期までなかった。
配下は剣や鎧、兜を装備したヴァンパイアで構成されている。
ギヨーム
ステージ3のボス。年齢31歳、身長179cm、体重68kg。長髪の痩せた科学者のような容貌。バルテルミー同様に主人公たちに興味を持ち、バルテルミーが敗れたことをあざ笑い、自ら主人公を迎え撃ちに出向く。ステージ初盤でカロリーヌを連れ去ってしまう。
人間だった頃は"Death"の異名を持つマッドサイエンティストであり、非人道的な実験を行っていたために、人間社会から追放、抹殺されてしまう。心の中に芽生えた人間への憎しみが彼をヴァンパイアへなる引き金となった。
笑い声が特徴的。人間のときは火球を投げつけるが、変身すると、翼が生え、火の粉を散らす怪物の姿に変わる。空中を飛びながら義眼に埋め込まれたレーザーで斬り付ける（威力重視のため、命中しにくい）。後半になると高速で飛んできて、翼で打ちつけてくる攻撃をしてくるようになる。
配下は火炎放射器や、特殊ゴーグルなど近代的な装備をしたヴァンパイアで構成されている。
ラウル
ステージ4のボス。年齢22歳、身長184cm、体重75kg。眉目秀麗な青年の容貌。同じ側近であるギヨームとはそりが合わなかったらしい。
人間だった頃、目の前で恋人が殺され、人一人も守れない自分の弱さに打ちひしがれ、徐々に人間が薄汚い生き物と考えるようになる。ヴァンパイアとの出会いで彼はその苦しみを憎しみへと変え、人間を破滅させることを生きがいにしていく。
幻影と空間を操り、分身するが本体はひとつであり他は幻影である。変身すると、異空間から人型の巨大な魔獣を召喚し使役する。魔獣自体は無敵で、ラウルにダメージを与えて怯ませない限り、その攻撃を止めることはできない。
カロリーヌの説得により、彼だけトドメを刺さずに人間として生かした。
配下はテレポートや、魔法といった特殊能力を持ったヴァンパイアで構成されている。
ディアヌ
ステージ5のボス。年齢19歳、身長168cm、体重52kg。若い女性の容貌。オーギュストを護るため戦いに出向く。
かつて「人魚の血を引く」という伝説のために、生まれた時から人間達に忌み嫌われ阻害されてきた。ヴァンパイアと出会ったとき、自分の哀れみと同じようなものを感じ、徐々に心を惹かれ、ヴァンパイアへの道を選択する。
ディアヌと主人公はテレパシーが使えるようであり、ステージ開始のデモにおいてそれを用いて会話するシーンがある。
氷を操り、変身すると人魚そのものになるが、ヴァンパイアとなった為、その姿は醜いものとなってしまった。
配下はクリスタルの身体を持つヴァンパイアで構成されている。
オーギュスト
ステージ6のボス。年齢不明、身長184cm、体重80kg。本作の最終ボス。300年もの深い眠りから覚め、他のヴァンパイアたちを統べる。
本来、ミシェルとアルベールはオーギュストと同じ存在であり、オーギュストが死んだ場合彼らも消滅する。
変身すると巨大な翼を持つ魔人のような姿に変わる。一定のダメージを与えることにより、三段階に形態・攻撃方法が変化していく。
第一形態は無数のコウモリを操り、こちらに飛ばしてきて噛みつかせたり、無数のコウモリとオーギュスト自身が共になって無数の羽と、翼で切りつけてきたりする。
第二形態は真の力を解放し、翼が2枚から6枚に増え、これまでに登場したボスの攻撃に似たような技をランダムに仕掛けてくる（バルテルミーの真空波、ギヨームの火球、ラウルの岩石弾、ディアヌの竜巻など）。
第三形態は姿自体は第二形態と変わらないものの、透明化して移動し、突然こちらの目の前に現われて噛みついてくる。なお、地面に影自体は残っており、透明とはいっても、非常に薄くだが姿は見えるので、それを追うことである程度、ボスの動きを捕らえることは可能。

### その他のヴァンパイア達(雑魚敵）
全ての敵にライフゲージが存在している。
レンジャー
ヴァンパイア化した人間の成れの果て。村人が肉の芽によって変化したタイプとは容姿が異なる。墓や雪の中から出現し飛び掛ってくる。ステージ1に登場。
モコモコ
両手に巨大なカギ爪を装備しており、地面を掘り進むことができるヴァンパイア。地中から出現し、引っ掻いて攻撃してくる。ギヨーム所属のヴァンパイアだが、ステージ1にしか登場しない。
シャドウ
バルテルミー直属のヴァンパイア。騎士の様な格好をしており、素早い動きで突進し、すれ違いざまに剣で斬りつけてくる。ステージ2に登場。
トリッカー
バルテルミー直属のヴァンパイア。仮面を着け、両手に刃を装着している。シャドウ同様動きは素早く、壁を駆け登ることができる。ステージ2に登場。
ピッチ
バルテルミー直属の小型ヴァンパイア。素早い動きでジグザグに接近し、プレイヤーの周囲を回りながら毒息を吐いて攻撃してくる。建物の屋根などの高い場所から落ちてきて、足の爪で切りつけてくるタイプも存在する（切りつけ攻撃を喰らった後は、前述の「ジグザグ移動→毒息」のパターンに移行する）。ステージ2に登場。
ベンチュラー
翼を持つバルテルミー直属の飛行型ヴァンパイア。プレイヤーの周囲を飛び回り、足の爪で引っ掻いてくる。ステージ2に登場。
クロス
ギヨーム直属のヴァンパイア。鎧を着ており、顔には獲物を捕捉する特殊ゴーグルを装着している。両手に持った曲刀で攻撃してくる。ステージ3に登場。
イグニター
ギヨーム直属のヴァンパイア。右手の銃から火炎弾を放ちながら接近し、ある程度プレイヤーに近づくと左手に持った火炎放射器から炎を浴びせてくる。背負っているガスボンベを狙えば一発で倒すことが可能。ステージ3に登場。
ニード
ギヨーム直属のヴァンパイア。背中や腕にトゲ付きのプロテクターを装着しており、アルマジロのように丸まり、高速で回転しながら突進してくる。ステージ3に登場。
シックル
ラウル直属の小型ヴァンパイア。異次元空間から出現し、大鎌を振り回し攻撃してくる。ステージ4に登場。
スライサー
ラウル直属のヴァンパイア。短距離だが瞬間移動能力を持ち、徐々に接近しつつ、チャクラムを投げつけてくる。ステージ4に登場。
メイジ
ラウル直属のヴァンパイア。魔法使いのような格好をしている。影の中に隠れて移動する能力を持ち、現れてはエネルギーボールを投げつけて攻撃してくる。ステージ4に登場。
クラッシュ
ディアヌ直属のヴァンパイア。クリスタルで構成されたボディを持つ。2体で出現し、素早く左右にステップを踏みつつ飛び道具を放ちながら接近し、剣で斬りつけてくる。ステージ5に登場。
スクリーマー
翼を持つディアヌ直属の飛行型ヴァンパイア。クリスタルで構成されたボディを持つ。鳴き声を発しながら上空から結晶弾を二発同時に飛ばして攻撃してくる。ステージ5に登場。
ミニオン
ディアヌ直属のヴァンパイア。クリスタルで構成されたボディを持つ。突然現れ、水晶を一度に数発放って攻撃してくる。移動はしてこない。ステージ5に登場。

## 開発
本作は、ワウ エンターテイメントの社長（当時）の中川力也が、ナムコ制作三部部長（当時）の中村という人物に「ワウ エンターテイメントとセガが、ナムコの開発していたSYSTEM246という基板に興味を持っている」と話し、中村がそれに乗ったのをきっかけに作られた。
本作のディレクターを務めたワウ エンターテイメントの友安理象は、チーム全体がナムコと一緒に仕事ができることへのうれしさとプレッシャーでいっぱいだったと、Game Watchの河本真寿美とのインタビューの中で話している。
元々ナムコはガンシューティングで実績があったことに加え、ワウ エンターテイメント側もガンシューティングに興味があったことから、作品のジャンルはガンシューティングに決まった。
筐体の設計はナムコの設計研究所が担い、ワウ エンターテイメントがソフトを担当した。本作のコンセプトである「全てにおいてかっこいい」は、企画の初期に流行していた映画『マトリックス』に影響を受けて打ち立てられた。
本作は『ザ・ハウス・オブ・ザ・デッド』の流れをくむものの、同作における「ゾンビに襲われる村人の救出」とは違うことをしたいという考えから、プレイヤーに村人を助けるか否かの選択をしてもらうべく、吸血鬼がモチーフとして取り入れられた。開発チームは「村人に当てないように狙う」という要素をどうしても残したいと考えていたが、プレイヤーが吸血鬼に抱き着かれている村人を助けるのには抵抗があるのだろうと考え、「肉の芽」だけを撃つことで解放できるというシステムが用意された。
セッティングにおいては、主人公よりもボスキャラクターに脚光を当てて、彼らに人間味を持たせるという試みが行われた。その一環として敵陣営の登場人物はヴァンパイアとその眷属に設定されたほか、ボス戦は「ボス戦1回目～道中ザコ戦～ボス戦2回目」という構成となった。
また、『HOD』などの主人公は個性の薄い西洋人だったことから、個性を持たせるために、本作の主人公はヴァンパイアハンターに設定された。
カロリーヌは本作における唯一の人間という設定であり、プレイヤーに親しみを持ってもらうために生み出された。

## 評価
Game Watchの河本真寿美は、PS2版についてのレビューの中で、「肉の芽」システムが魅力的だとしつつも、アーケード版の時からユーザーフレンドリーでないと感じていたと述べている。